# Джозеф, Маркус
Маркус Джозеф (род. 29 апреля 1991 года, Пойнт-Фортин, Тринидад и Тобаго) — тринидадский футболист, нападающий.

## Карьера
Долгое время выступал за различные тринидадские клубы. На родине Джозеф считался одним из сильнейших форвардов местного первенства. В сезоне 2013/14 он стал лучшим бомбардиром чемпионата Тринидада и Тобаго. Зимой 2019 года Этьенн переехал в Индию, где пополнил ряды местного коллектива I-лиги «Гокулам Керала». Там он воссоединился со своим соотечественником Эндрю Этьенном. Позднее к ним присоединился еще один тринидадец Натаниэль Гарсия.

## Сборная
Маркус Джозеф выступал за различные юношеские и молодежную сборную страны. За главную национальную команду Тринидада и Тобаго он дебютировал в 23 марта 2013 года в товарищеском матче против Белиза, который закончился со счетом 0:0. Свой первый гол за сборную форвард провел 19 марта 2016 года в ворота Гренады. Этот поединок завершился вничью — 2:2.

## Достижения

### Национальные
- Чемпион Тринидада и Тобаго (4): 2009, 2015/16, 2016/17, 2018.
- Обладатель Кубка Тринидада и Тобаго (1): 2009.
- Обладатель Кубка Дюранда (1): 2019

### Международные
- Победитель Карибского клубного чемпионата (1): 2016.

### Личные
- Лучший бомбардир Чемпионата Тринидада и Тобаго (1): 2013/14.